# Stanisław Karczewski
Stanisław Karczewski, né le 14 novembre 1955 à Varsovie, est un homme politique polonais, membre du parti national-conservateur Droit et justice (PiS).
Il est notamment président du Sénat polonais de 2015 à 2019.

## Biographie

### Carrière de médecin
En 1981, Stanisław Karczewski est sorti diplômé de l'Académie de médecine de Varsovie. Spécialisé en chirurgie générale, il dirige l'hôpital de Nowe Mieście nad Pilicą, avant d'en diriger le service de chirurgie.

### Débuts en politique
Entre 1998 et 2002, il est élu local pour le Powiat de Grójec, sous les couleurs de l'Alliance électorale Solidarité. En 2002, Stanisław Karczewski est élu à la Diétine régionale de Mazovie, qu'il quitte en 2005 après avoir été élu sénateur pour le district de Radom.

### Sénateur
Réélu en 2007, puis en 2011, il est élu en 2011 vice-président du Sénat pour le parti Droit et justice, dont il est membre depuis 2008.
Le 10 novembre 2015, quelques semaines après la victoire du parti Droit et justice aux élections législatives du 25 octobre précédent, Stanisław Karczewski est désigné candidat à la présidence du Sénat par le parti majoritaire. Deux jours plus tard, il est effectivement élu président de la chambre haute par 93 voix sur 100 sénateurs. Il succède à Bogdan Borusewicz, qui détient le record de longévité à cette fonction.
Après le changement de majorité sénatoriale consécutif aux élections de 2019, il redevient vice-président du Sénat, la présidence revenant à Tomasz Grodzki de la Plate-forme civique, lui aussi chirurgien. En mai 2020, en pleine pandémie de Covid-19, il démissionne de cette fonction pour redevenir simple sénateur et reprendre l'exercice de son métier de médecin.